# Menschewiki

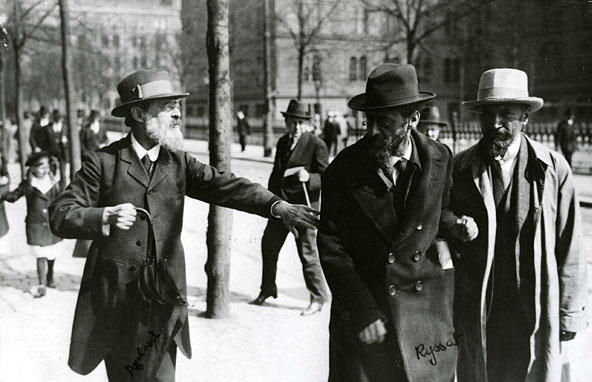
Die Sprecher der Menschewiki Pawel Axelrod, Julius Martow und Alexander Martynow (v. l. n. r.) in Stockholm, 1917

Die Menschewiki, eingedeutscht Menschewiken oder Menschewisten (russisch меньшевики men’ševiki, wörtlich „Minderheitler“) waren eine Fraktion der Sozialdemokratischen Arbeiterpartei Russlands (SDAPR). Sie setzten, im Gegensatz zu ihren parteiinternen Gegnern, der Fraktion der Bolschewiki um Wladimir Iljitsch Lenin, auf einen orthodoxen Sozialismus, wonach in Russland vor der Arbeiterrevolution eine bürgerliche Revolution stattfinden müsse und nicht der Partei, sondern den Massen die Führungsrolle in der Revolution zukomme.

## Geschichte
Der Begriff entstand 1903 auf dem zweiten Parteitag der SDAPR in London, auf dem sich die Partei spaltete. Die Anhänger Lenins, die einen baldigen Umsturz in Russland forderten, stellten auf diesem Parteitag den Antrag, die SDAPR in eine straff geführte Kaderpartei von Berufsrevolutionären umzugestalten. Es ergab sich eine knappe Mehrheit (russisch bolschinstwo) für die leninschen Sozialisten, die sich von nun an Bolschewiki nannten. Die Minderheit (russisch menschinstwo), die die Partei auf eine demokratisch-parlamentarische Grundlage stellen wollte, nannte man Menschewiki. Ihre Sprecher waren Julius Martow, Pawel Axelrod und Alexander Martynow.
Nach der russischen Revolution 1905 übernahmen die Menschewiki die Führungsrolle innerhalb der russischen Sozialdemokraten. In der vierten Duma (1912–1917) hatten sie fünf Abgeordnete, die Bolschewiki sieben. Sie beteiligten sich aktiv an der Bildung von Gewerkschaften und Arbeiterräten.
Nach der Februarrevolution 1917 dominierten die Menschewiki gemeinsam mit den Sozialrevolutionären die Sowjets. Gegen den Willen ihres linken Flügels traten sie in die Provisorische Regierung ein und manövrierten sich dadurch in eine heikle Lage: Von nun an waren sie für das Regierungshandeln mitverantwortlich, und im Falle ausbleibender politischer und wirtschaftlicher Erfolge war es absehbar, dass die städtischen Massen sich von ihnen ab- und den Bolschewiki zuwenden würden. Weil die Provisorische Regierung den innerhalb der Menschewiki hoch umstrittenen Ersten Weltkrieg fortsetzte und eine Landreform erst nach Wahl einer Verfassungsgebenden Versammlung durchsetzen wollte, verloren die Menschewiki in den Monaten der Doppelherrschaft stark an Zulauf. Bei den Wahlen zum Zweiten Allrussischen Sowjetkongress im Oktober 1917 erhielten die Menschewiki 71 von 611 Sitzen, weniger als ein Viertel der Sitze der Bolschewiki und weit weniger als die Hälfte der Sozialrevolutionäre. Zwei Monate später, zum Zusammentritt der Russischen konstituierenden Versammlung, verloren die Menschewiki noch stärker an Boden und errangen nur 18 von 703 Sitzen.
In der Oktoberrevolution lösten die Bolschewiki die Russische konstituierende Versammlung, in der sie nur etwa ein Viertel der Sitze hatten erringen können, gewaltsam auf. Innerhalb der Menschewiki gewann nun der linke Flügel unter Julius Martow die Oberhand, die so genannten Menschewiki-Internationalisten. Sie versuchten, gemeinsam mit den Bolschewiki und den Linken Sozialrevolutionären eine Koalitionsregierung aller russischen Sozialisten zu bilden, was aber an der Entschlossenheit der Bolschewiki scheiterte, die eine Einparteienherrschaft anstrebten. Im sich anschließenden Russischen Bürgerkrieg flohen viele Menschewiki außer Landes. Martow und Iosseb Iremaschwili fanden in Deutschland Asyl, wo Iremaschwili sein Buch Stalin oder die Tragödie Georgiens schrieb und wo beide auch starben.
Eine Hochburg der Menschewiki war die Demokratische Republik Georgien. Bei Parlamentswahlen errangen sie am 14. Februar 1919 dort 81,5 % der Stimmen und stellten von 1918 bis 1921 den Premier, Noe Schordania.
1923 wurde die menschewistische Fraktion offiziell verboten.